# Ośrodek Dokumentacji Sztuki Tadeusza Kantora Cricoteka
Ośrodek Dokumentacji Sztuki Tadeusza Kantora CRICOTEKA – instytucja kultury samorządu województwa małopolskiego, założona w roku 1980, działająca przy ulicy Nadwiślańskiej 2-4, w budynku dawnej elektrowni podgórskiej.

## Historia
CRICOTEKA jest samorządową instytucją kultury wyodrębnioną pod względem prawnym i ekonomiczno-finansowym, której organizatorem jest Województwo Małopolskie.
Przez wiele lat spełniała podwójną funkcję, ośrodka Teatru Cricot 2 oraz archiwum teatralnego. W podziemiach domu kapitulnego przy ulicy Kanoniczej 5 odbywały się próby, działała też galeria.
Po śmierci Tadeusza Kantora do najważniejszych zadań „Cricoteki” należy upowszechnianie dzieła artysty, zarówno w dziedzinie teatru jak i sztuk plastycznych. Służy temu prowadzona na szeroką skalę organizacja sesji naukowych, jak również działalność wystawiennicza. Wystawy odbywają się w placówkach „Cricoteki” oraz w Galerii Krzysztofory, organizowane są także w wielu galeriach i muzeach w Polsce i za granicą.
Do 2014 siedziba instytucji znajdowała się przy ul. Szczepańskiej 2 w Krakowie. W 2014 roku otworzono nową siedzibę Cricoteki przy ul. Nadwiślańskiej.

## Dyrektorzy[4]
- Janusz Jarecki (1980-1994)
- Krzysztof Pleśniarowicz (1994-2000)
- Marek Świca (2000-2004)
- Natalia Zarzecka (od 2004)

## Oddziały
Oddziałem Cricoteki jest Galeria-Pracownia Tadeusza Kantora (znana także jako Muzeum Tadeusza Kantora) w dawnym mieszkaniu artysty przy Siennej 7 m. 5 w Krakowie, w którym Tadeusz Kantor mieszkał w latach 1987–1990. Galeria jest dostępna dla zwiedzających od poniedziałku do środy w godzinach 11:30–18:00. Opłata za wstęp wynosi 5 zł od osoby, z wyjątkiem środy, kiedy zwiedzanie jest bezpłatne.

## Nagrody i Wyróżnienia
- 2014: Nagroda Roku SARP dla siedziby autorstwa IQ2 Konsorcjum (nsMoonStudio, Wizja)[6]
- 2014: Grand Prix Nagrody Architektonicznej „Polityki" dla siedziby autorstwa IQ2 Konsorcjum (nsMoonStudio, Wizja)[7]
- 2015: Nagroda Życie w Architekturze w kategorii Najlepszy Budynek Użyteczności Publicznej 2013–2014 dla siedziby autorstwa IQ2 Konsorcjum (nsMoonStudio, Wizja)[7]

## Galeria

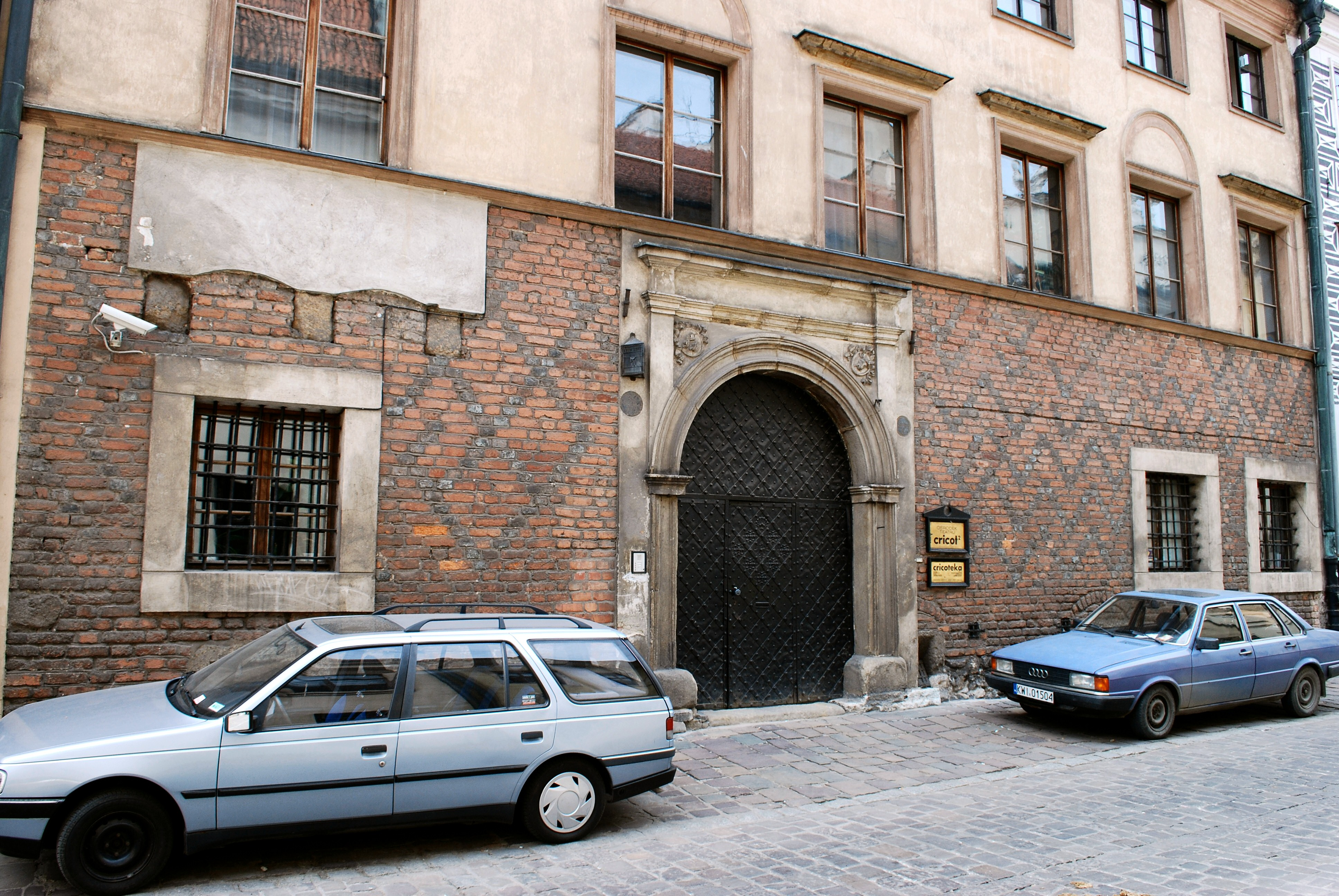
Dawna siedziba Cricoteki i Teatru Cricot 2 przy ul. Kanoniczej 5
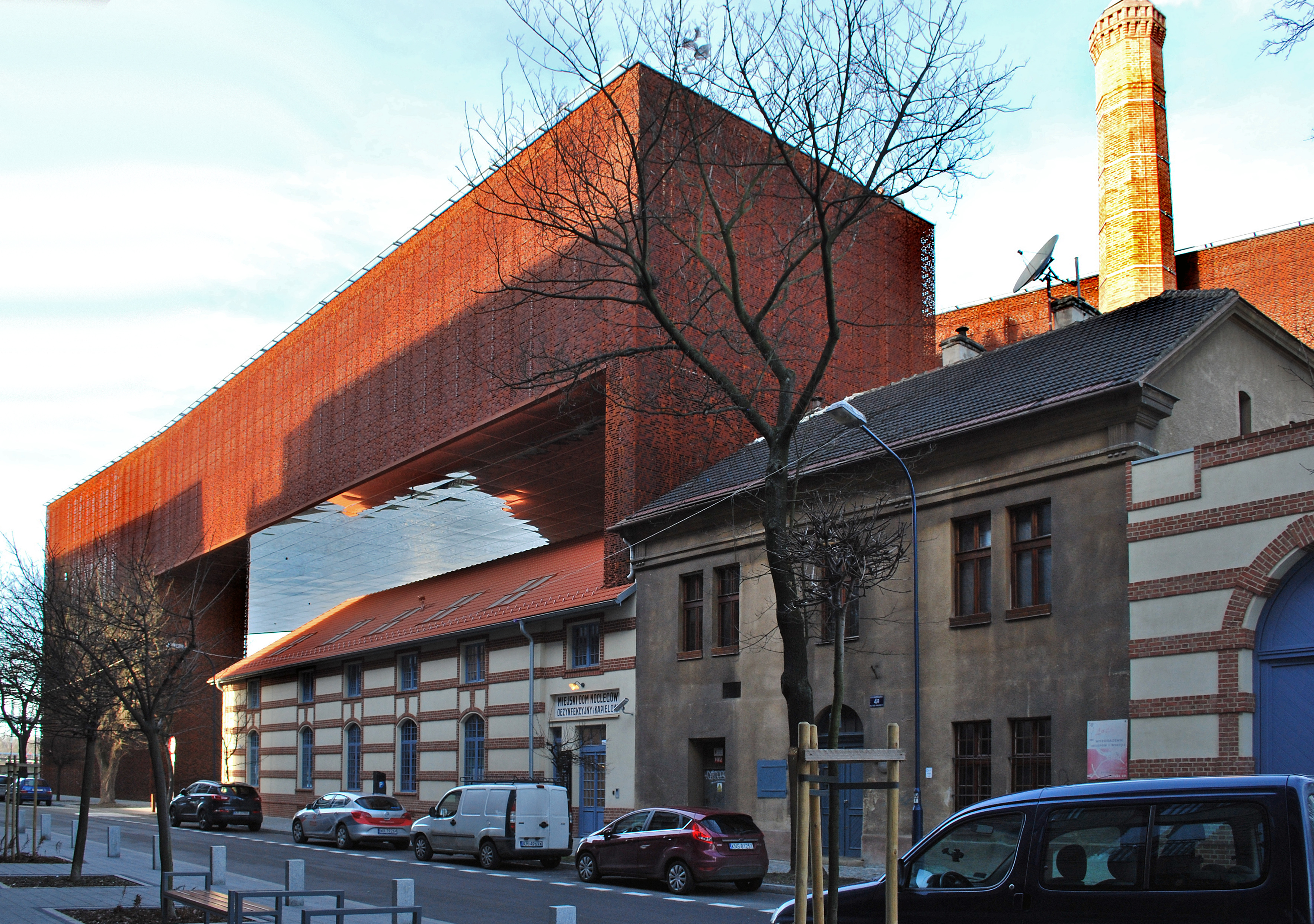
Nowa siedziba, widok z ul. Nadwiślańskiej
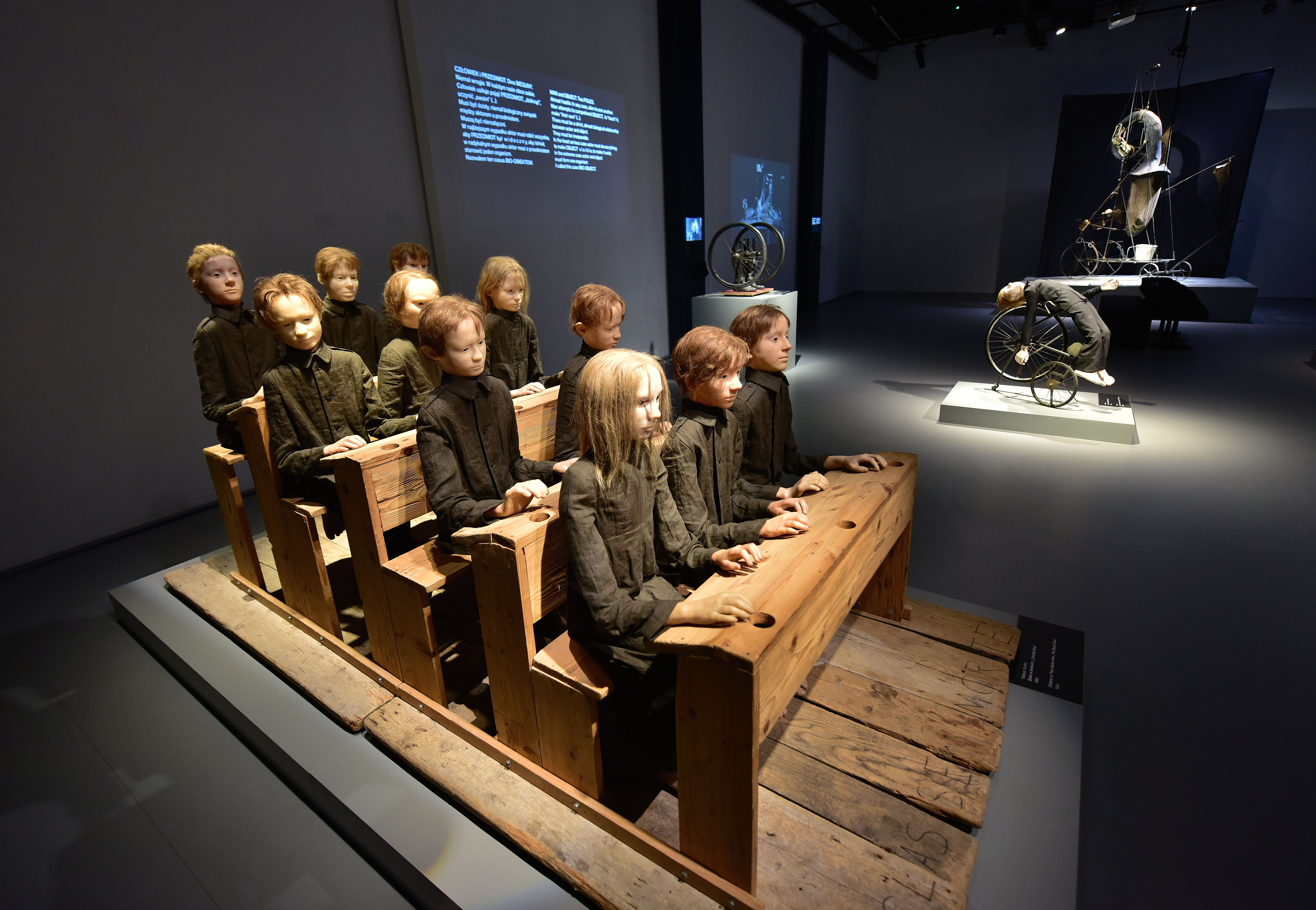
Fragment wystawy poświęconej Tadeuszowi Kantorowi. Dzieci w ławkach z Umarłej klasy
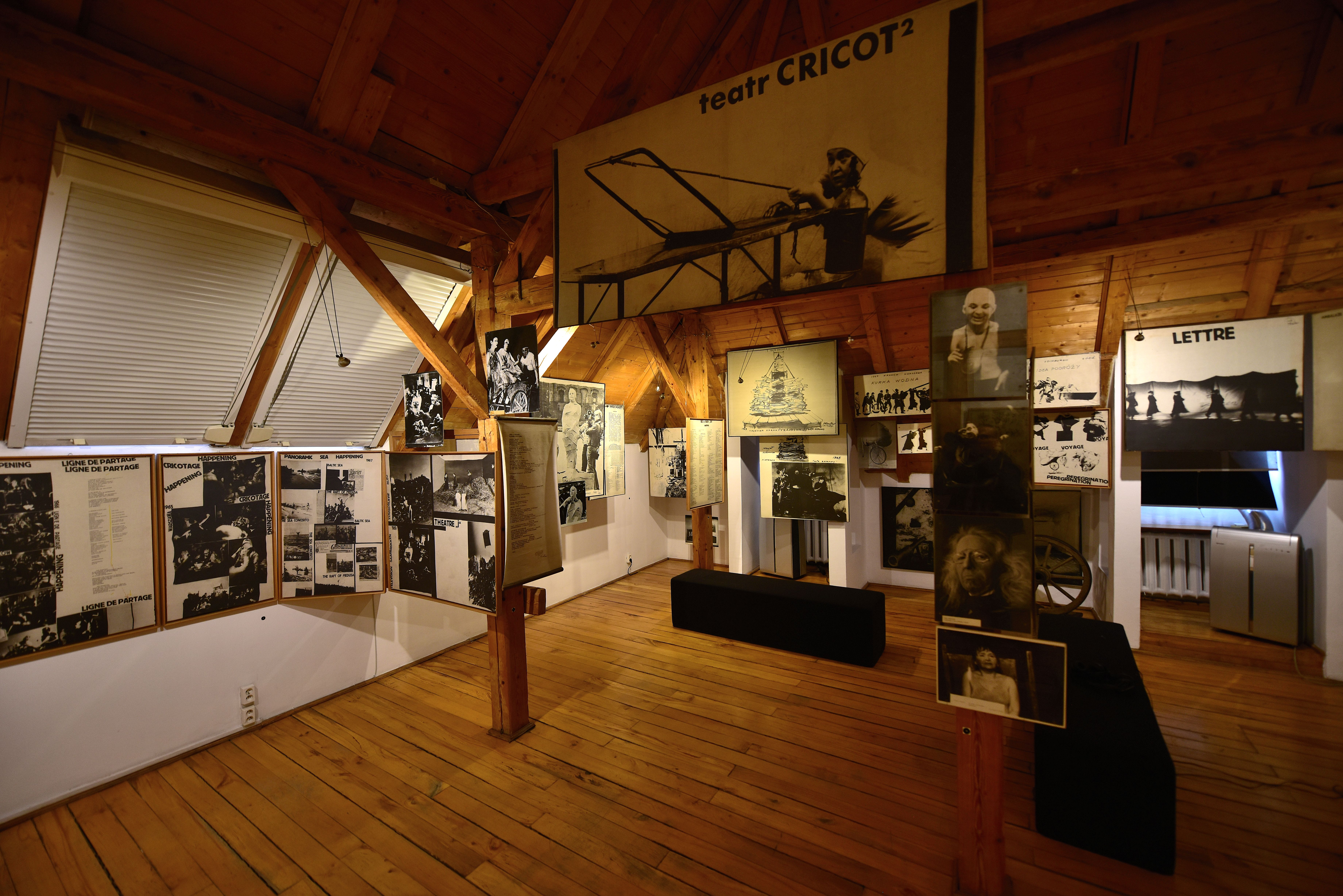
Fragment ekspozycji w dawnym mieszkaniu Tadeusza Kantora przy Siennej 7 m. 5 (obecnie oddział Cricoteki)
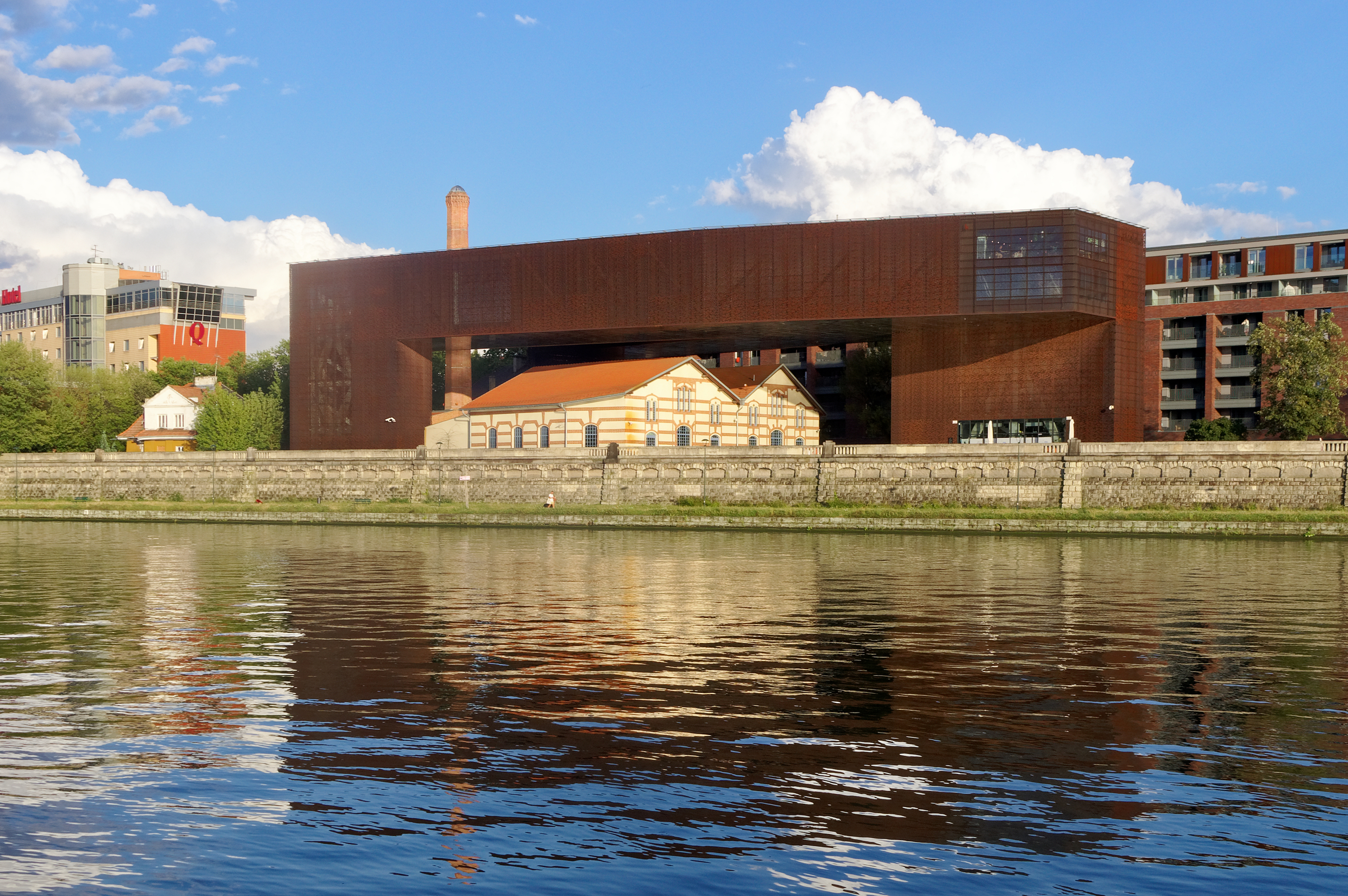
Siedziba Cricoteki widziana z drugiego brzegu Wisły
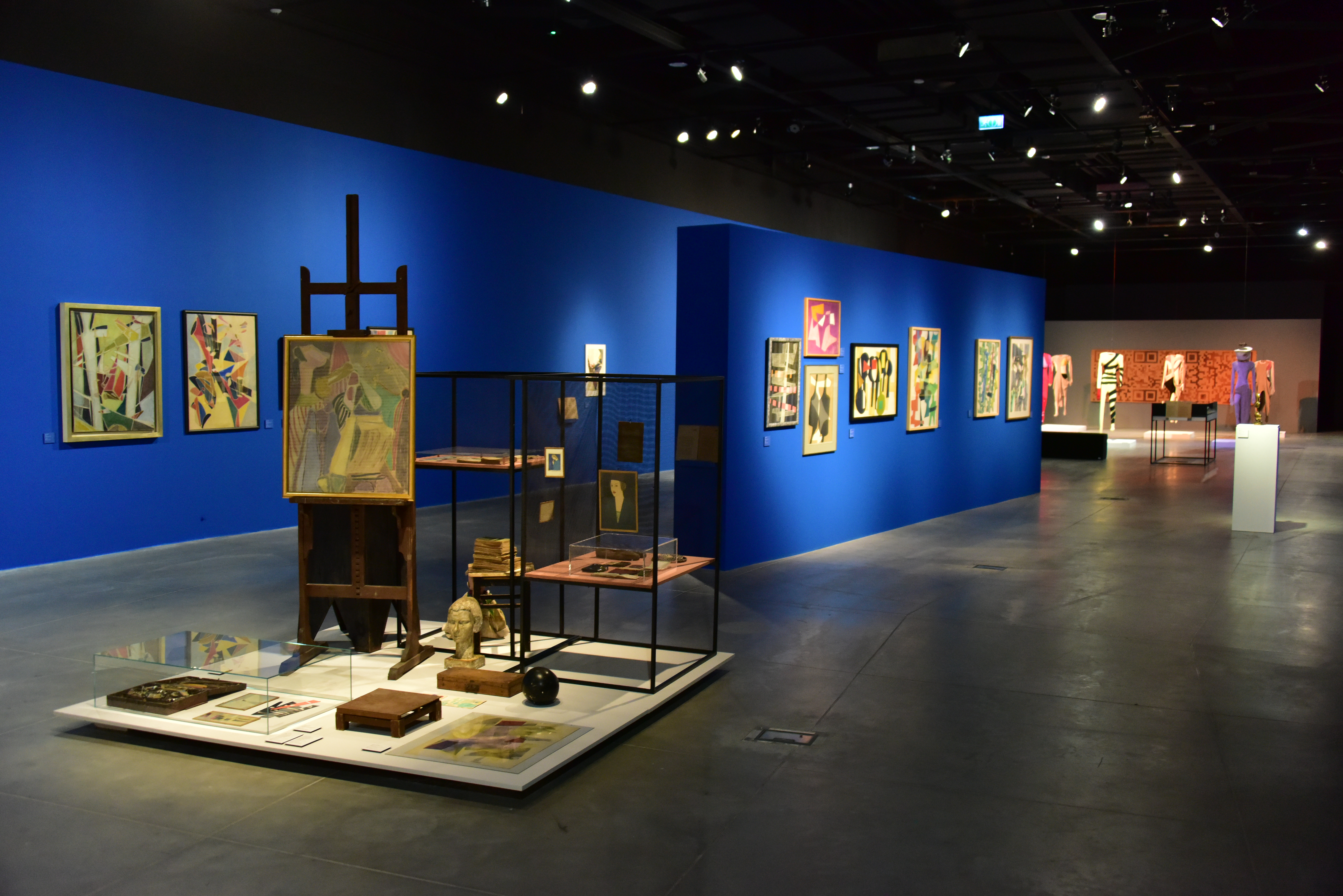
Jedna z sal ekspozycyjnych (2019)